# Enolmis desidella
Enolmis desidella is een vlinder uit de familie dikkopmotten (Scythrididae). De wetenschappelijke naam is voor het eerst geldig gepubliceerd in 1855 door Lederer.
De soort komt voor in Europa.